# 森田浩介
森田浩介（日语：／ Morita Kōsuke，1957年1月23日—），日本實驗核物理學家，現任九州大學教授、理化學研究所準主任研究員。
森田團隊於2012年正式發現原子序113的新化學元素「鉨(Nh)」，這是史上第一個在日本發現並由日本命名的元素，以及第二個由日本人先發現的元素（第一個是發現錸的小川正孝）。

## 生平
1957年1月23日，森田浩介誕生於日本九州福岡縣，1993年取得九州大學理學博士學位。
森田輾轉服務於理化學研究所（理研）加速器研究室、理研仁科加速器研究中心，2013年開始擔任九州大學教授。此外，他也是新潟大學、東京理科大學的客座教授。2015年在北海道大學、奈良女子大学短期授課。
2014年，森田名列講談社特刊「改變日本的天才」之一。

## 發現鉨
森田團隊曾於2005年4月2日、2008年及2009年合成原子序113的新化學元素，但由於根據不夠充分，與美俄聯合團隊相同，未受到公認。
2012年8月12日，森田團隊再次合成此一元素，並獲得其確實存在的充足數據。2015年12月31日，IUPAC正式承認此一成果，賦予森田團隊新元素的命名權，2017年正式命名為「Nihonium」。
在此一發現後，原子序119的新化學元素（暫名Uue）的發現是森田團隊的下一個目標。

## 榮譽
- 2005年 - The GSI Exotic Nuclei Community Membership Award
- 2005年 - 仁科芳雄獎
- 2005年 - 井上學術獎（日语：井上学術賞）
- 2006年 - 日本物理学会第11回論文獎（共同獲獎）
- 2012年 - NISTEP科學家
- 2016年 - 日本學士院獎
- 2016年 - 文部科學大臣表彰[18]
- 2017年 - 朝日獎

## 外部連結
- 理化学研究所森田研究室
- 九州大学森田研究室 （页面存档备份，存于）